# جيمس دبليو. غرانت
جيمس دبليو. غرانت (بالإنجليزية: James W. Grant)‏ هو مصرفي وسياسي أمريكي، ولد في 21 سبتمبر 1943 في ماديسون في الولايات المتحدة. حزبياً، نشط في الحزب الديمقراطي والحزب الجمهوري. وقد انتخب عضو مجلس النواب الأمريكي عن دائرة Florida's 2nd congressional district ‏ (3 يناير 1987 – 3 يناير 1991).